# Oklahoma (Pennsilvània)
Oklahoma és una població dels Estats Units a l'estat de Pennsilvània. Segons el cens del 2000 tenia 915 habitants.

## Demografia
Segons el cens del 2000, Oklahoma tenia 915 habitants, 375 habitatges, i 270 famílies. La densitat de població era de 477,4 habitants/km².
Dels 375 habitatges en un 31,5% hi vivien nens de menys de 18 anys, en un 56% hi vivien parelles casades, en un 10,9% dones solteres, i en un 28% no eren unitats familiars. En el 24,5% dels habitatges hi vivien persones soles el 14,4% de les quals corresponia a persones de 65 anys o més que vivien soles. El nombre mitjà de persones vivint en cada habitatge era de 2,44 i el nombre mitjà de persones que vivien en cada família era de 2,89.
Per edats la població es repartia de la següent manera: un 24,2% tenia menys de 18 anys, un 5,9% entre 18 i 24, un 27% entre 25 i 44, un 24,6% de 45 a 60 i un 18,4% 65 anys o més.
L'edat mediana era de 41 anys. Per cada 100 dones de 18 o més anys hi havia 87,1 homes.
La renda mediana per habitatge era de 38.667 $ i la renda mediana per família de 41.477 $. Els homes tenien una renda mediana de 35.313 $ mentre que les dones 23.750 $. La renda per capita de la població era de 17.547 $. Entorn del 4,7% de les famílies i el 6,7% de la població estaven per davall del llindar de pobresa.

## Poblacions més properes
El següent diagrama mostra les poblacions més properes.